# ريلابس (ألبوم)
ريلابس هو الالبوم السادس لمغني الراب ايمنم نشر في 15/5/2009 بواسطة interscope records.هو الالبوم الأول له بعد البوه اينكور (2004)بعد خمس سنوات لم يغن فيها بسبب ادمانه على الحبوب المنومة..تسجيل الالبوم استغرق من عام 2007 حتى 2009 خلال عدة استوديوهات تسجيل ولالإنتاج تم بواسطة دكتور دري ومارك باستون إضافة إلى ايمنم..ريبلايس يمثل انتهاء إعادة التأهيل من المخدرات وعودة ايمنم الحقيقية
يعتبر هذا الابوم من أكثر الالبومات نجاحا في عام 2009 حيث استطاع ان يحل في المرتبة الأولى ضمن قائمة بيلبورد 200 بمبيعات وصلت ل 608 و000 اسطوانة خلال الاسبوع الأول...الالبو تلقى العديد من الاراء المختلفة من قبل مشاهير الموسيقى حيث اقتسموا في آراءهم بما يخص كلمات الالبوم..استطاع ايمنم ان يحصل عل جئزتي غرامي من خلاله واستطاع ان يحقق مبيعات وصلت لمليوني اسطوانة في الولايات المتحدة الأمريكية و4.5 مليون في العالم..

## وصلات خارجية
- ريلابس على موقع ميتاكريتيك (الإنجليزية)
- ريلابس على موقع الموسوعة البريطانية (الإنجليزية)
- ريلابس على موقع أول موفي (الإنجليزية)